# Albert Revet
Pour les articles homonymes, voir Revet.
 (mars 2022).
Si vous disposez d'ouvrages ou d'articles de référence ou si vous connaissez des sites web de qualité traitant du thème abordé ici, merci de compléter l'article en donnant les références utiles à sa vérifiabilité et en les liant à la section « Notes et références ».
Albert Revet, né à Calais le 8 février 1917 et mort à Arras le 30 juin 1986, est un prêtre catholique français, fondateur de la communauté de Riaumont et cofondateur des Scouts saint Georges puis des Scouts et guides catholiques de France.

## Biographie
Albert Revet est né à Calais le 8 février 1917

### Prêtre
Albert Revet est ordonné prêtre en 1940 pour le diocèse d'Arras.
Après une retraite avec Paul Doncœur, Albert Revet devient aumônier scout et routier.
Jacques Sevin avait fait part de ses projets d'ordre scout à Albert Revet lors d'une brève rencontre au pèlerinage de Vézelay en 1946 (suivie d'une lettre le 13 décembre). Mais ce n'est qu'après sa mort que Jean Rupp lance la branche masculine de l'ordre scout comme lui avait demandé le père Jacques Sevin.
En 1959, Revet participe à une retraite à Boran, et des religieuses de la Sainte Croix de Jérusalem viennent l'aider à des camps, avec les garçons dont il commence à s'occuper à Lens puis Riaumont.
De 1966 à 1968, Albert Revet est conseiller religieux de l'équipe nationale[De quoi ?] de l'association des guides et scouts d'Europe.
Mais il s'en détache [pourquoi ?] avec d'autres anciens chefs scouts de France pour fonder les Scouts saint Georges en 1968, puis les Scouts et guides catholiques de France en 1980.
Il meurt le 30 juin 1986 à Arras.

## Violences physiques et sexuelles sur mineurs
En mai 2022, Djamal Fekrache, ancien pensionnaire à Riaumont dans les années 1960, porte plainte contre Revet et un autre éducateur pour « violences physiques et sexuelles ». La procédure n'aboutit pas, les faits étant prescrits et Albert Revet est mort en 1986.
En 2022, son comportement ainsi que le système mis en place vis-à-vis de jeunes garçons dont il avait la charge, incluant des maltraitances et abus sexuels, sont dénoncés à l'occasion de la publication du livre Les Enfants martyrs de Riaumont.